# Pelasgos (Arkadien)
Pelasgos (altgriechisch Πελασγός Pelasgós) ist eine Gestalt der griechischen Mythologie.
Pelasgos, der als Stammvater und Eponym der zu den ältesten Bevölkerungen in Teilen Griechenlands zählenden Pelasger galt, war nach der arkadischen Variante der Sage der erste Bewohner Arkadiens. Laut Hesiod und Asios von Samos war er ein Autochthon (örtlich Angestammter), laut Akusilaos hingegen ein Sohn des Zeus und der Niobe, einer Tochter des Phoroneus. Pelasgos wurde erster König Arkadiens, und Pausanias bemerkt dazu kritisch, dass er wohl nicht allein Ureinwohner des Landes gewesen sein könne, sondern auch Untertanen gehabt haben müsse, über die er herrschte.
Die Arkader betrachteten Pelasgos, zu dessen Regierungszeit das Land nach ihm Pelasgia benannt worden sei, als frühesten Kulturschaffer, der das Bauen von Hütten zum Schutz vor ungünstigen Wetterverhältnissen sowie das Tragen von Mänteln aus Schaffell einführte und ferner der Bevölkerung abgewöhnte, sich von ungesunden Gräsern, Blättern und Wurzeln zu ernähren, sondern stattdessen insbesondere Eicheln zu essen, wie es bei den Arkadern noch in historischer Zeit üblich war. Hyginus Mythographus zufolge habe er in Arkadien auch den ersten Tempel zu Ehren des Zeus errichtet, doch gibt Hyginus eine andere Abstammung an, wonach Pelasgos ein Sohn des Triopas gewesen sei.
Lykaon soll ein Sohn des Pelasgos von der Okeanide Meliboia oder von der Nymphe Kyllene gewesen sein.